# Eurofly

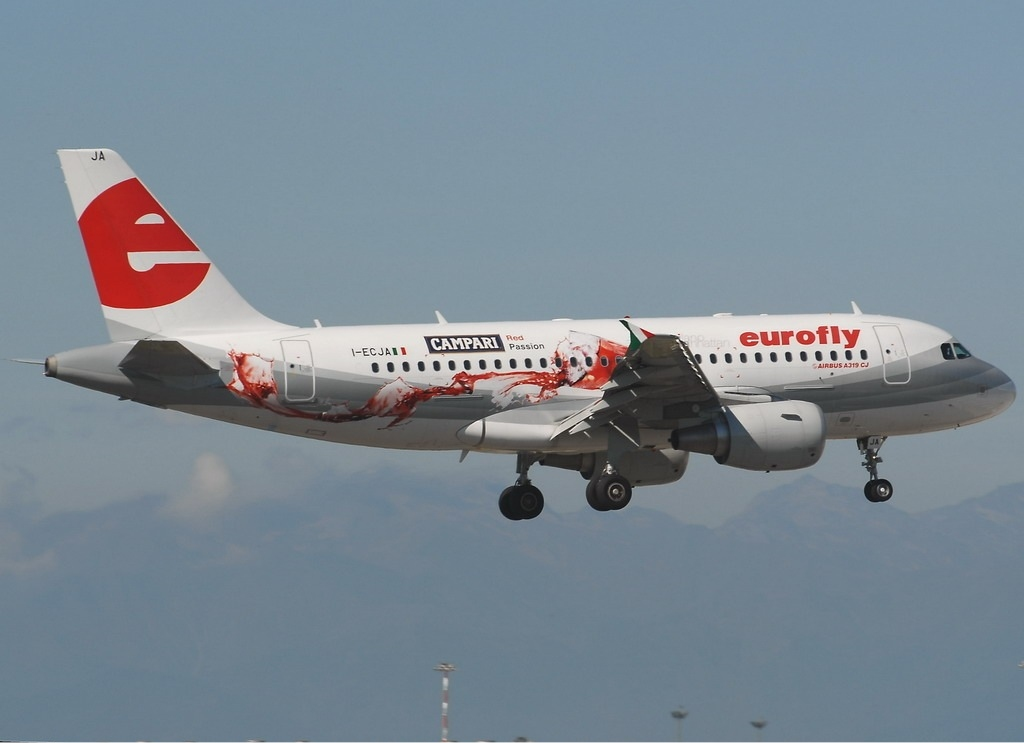
En Airbus A319 ifrån Eurofly 2006.

Meridiana Flys destinationer.
Italien
Meridiana fly
Air Italy

Eurofly var ett italienskt flygbolag som grundades den 26 maj 1989. Flygbolaget hade sin huvudbas i Milano. Eurofly hade sina huvudsakliga destinationer i länder som Spanien, Grekland och Egypten. De flög även till New York. I februari 2010 gick bolaget ihop med flygbolaget Meridiana och blev då Italiens näst största flygbolag. Eurofly döptes då om till Meridiana.

### Fotnoter
1. ↑  "Contacts." Eurofly. Läst 29 november 2010. "Eurofly S.p.a. Via Ettore Bugatti, 15 20142 Milano."